# Kjersti Isaksen
Kjersti Isaksen (* 8. Juli 1986) ist eine ehemalige norwegische Biathletin.
Kjersti Isaksen hatte 2005 ihre ersten internationalen Einsätze bei der Junioren-Weltmeisterschaft im Sommerbiathlon im finnischen Muonio, ohne dort nennenswerte Ergebnisse zu erreichen. Zwei Jahre später startete sie in Martell bei der Junioren-WM. Dort war Isaksens bestes Ergebnis in einem Einzelrennen der 16. Rang im Einzel, doch konnte sie mit Julie Bonnevie-Svendsen und Vilde Ravnsborg Gurigard Bronze im Staffelrennen erringen. Die Saison 2007/08 brachte erste Einsätze im Biathlon-Europacup. Ihr erstes Rennen war ein Sprint in Geilo, bei dem sie Platz 35 belegte. Im folgenden Verfolgungsrennen gewann sie als 29. ihre ersten Punkte. Bestes Ergebnis in einem reinen Europacup-Einzelrennen ist bislang ein sechster Platz in der Verfolgung von Torsby. Mit der norwegischen Staffel konnte sie in Osrblie als Drittplatzierte einen Podestrang erreichen. Größter Erfolg Isaksens wurde jedoch der Gewinn der Silbermedaille hinter Natalia Levcencova bei der Biathlon-Europameisterschaft 2008 in Nové Město.  2009 gab Kjersti Isaksen in Ruhpolding ihr Debüt im Weltcup. Im Sprint belegte sie Platz 66.

## Weltcup-Platzierungen
Die Tabelle zeigt alle Platzierungen (je nach Austragungsjahr einschließlich Olympische Spiele und Weltmeisterschaften).
- 1.–3. Platz: Anzahl der Podiumsplatzierungen
- Top 10: Anzahl der Platzierungen unter den ersten zehn (einschließlich Podium)
- Punkteränge: Anzahl der Platzierungen innerhalb der Punkteränge (einschließlich Podium und Top 10)
- Starts: Anzahl gelaufener Rennen in der jeweiligen Disziplin

| Platzierung                      | Einzel | Sprint | Verfolgung | Massenstart | Staffel | Gesamt |
| -------------------------------- | ------ | ------ | ---------- | ----------- | ------- | ------ |
| 1. Platz                         |        |        |            |             |         |        |
| 2. Platz                         |        |        |            |             |         |        |
| 3. Platz                         |        |        |            |             |         |        |
| Top 10                           |        |        |            |             |         |        |
| Punkteränge                      |        |        |            |             |         |        |
| Starts                           |        | 1      |            |             |         | 1      |
| Stand: nach der Saison 2009/2010 |        |        |            |             |         |        |